# Beratungsstelle für Brandverhütung
Die Beratungsstelle für Brandverhütung BFB wurde 1957 durch die Vereinigung Kantonaler Feuerversicherungen VKF sowie den Schweizerischen Versicherungsverband SVV gegründet. Die BFB wird heute durch die Kantonalen Gebäudeversicherungen finanziert und engagiert sich in deren Auftrag in der Prävention. Sie ist nicht gewinnorientiert und hat ihren Sitz in Bern bei der Vereinigung Kantonaler Gebäudeversicherungen VKG. Das «Zündholzhaus» bildet bis heute die Grundlage für den optischen Auftritt der Beratungsstelle für Brandverhütung.

## Tätigkeit
Durch  Informationen zu den Brandrisiken will die BFB eine Verhaltensänderung bei der Bevölkerung herbeiführen. Es sollen Brände verhütet und Schäden an Personen, Tieren, Sachen und der Umwelt verhindert werden.  Mit Kampagnen und Aufklärungsarbeit in der breiten Öffentlichkeit will die BFB die Mitmenschen für die Gefahren des Feuers sensibilisieren und mit konkreten Empfehlungen zur Verhütung von Bränden beitragen.
Die BFB hat sich für die Bevölkerung in der Schweiz zum Ziel gesetzt:
- die Sensibilität bezüglich Brandgefahr zu erhöhen
- potentielle Gefahren aufzuzeigen und wie diese eliminiert werden können
- den sicheren Umgang mit Gefahren zu vermitteln
- aufklären welche Hilfsmittel zur Eindämmung oder Eliminierung von Brandgefahren und zum Selbstschutz bestehen
- korrektes Verhalten bei Brandausbruch oder Anzeichen davon aufzeigen
- informieren wie bei Entstehungsbränden richtig reagiert werden kann

Die Massnahmen in der Verhaltens-Prävention der BFB wird ergänzt durch die Verhältnis-Prävention im Rahmen der rechtlich-verbindlichen Brandschutzvorschriften der Vereinigung Kantonaler Feuerversicherungen VKF.